# بخش کالداس
شهرستان کالداس (به اسپانیایی: Caldas Department) یک سکونتگاه مسکونی در کلمبیا است که در کلمبیا واقع شده‌است.

## خصوصیات
شهرستان کالداس ۷٬۸۸۸ کیلومترمربع مساحت و ۹۸۴٬۱۲۸ نفر جمعیت دارد.